# Хеморагијски мождани удар код деце
Хеморагијски мождани удар код деце (акроним ХМУ) или хеморагијски инфаркт је спонтано интрапаренхимско крварење (ИПК) и нетрауматска субарахноидна хеморагија (САХ), коју треба разликовати од посебних ентитета као што су трауматско интрапаренхимско крварење, примарни субдурални или епидурални хематом и хеморагијска транформација исхемијског можданог удара.
За разлику од артеријског исхемијског можданог удара, не постоје прецизне консензусне смернице које би помогле у процени и лечењу ове деце. Такође треба истакнути и важне разлике између педијатријског и крварења код одраслих у мозгу, јер смернице за лечење одраслих можда нису применљиве у свим случајевима код деце, што намеће потребу за будућим истраживањима и открићем потенцијалних терапија код деце.
Проналажење узрока педијатријског можданог удара  је од виталног значаја за правилно лечење и спречавање додатних оштећења.  

## Називи
Хеморагијски мождани удар — Цереброваскуларно обољење — Мождани инфаркт — Церебрално крварење — Исхемијски мождани удар — Цереброваскуларна несрећа — Инфаркт каротидне артерије.

## Епидемиологија
Хеморагијски мождани удар представља отприлике половину можданог удара у детињству. Инциденција можданог удара у дечјем узрасту на глобалном нивоу је 2-5 случаја на 100.000 деце годишње.
Хеморагијски мождани удар код деце има приближно исту учесталост као и исхемијски мождани удар (акроним ИМУ).
Неке од ретроспективних студија су показале да је учесталост хеморагијског можданог удар код деце од 42% до 55%, а једина проспективна студија је показала учесталост од око 39%.. Интрапаренхимско крварење се два пута чешће јавља у односу на нетрауматску субарахноидну хеморагију.

## Етиопатогенеза
Најчешћи узроци хеморагијских можданих удара код деце су:
- Васкуларне малформације — које се јављају у 48% случајева (као, артериовенске малформације (АВМ) у 37%, кавернозни ангиоми у 7%, венски ангиоми, анеуризме,[21][22][23] капиларне телангиектазије  у 4% случајева), јер крвни судови који воде до мозга могу бити сужени или затворени. Код ових малформација појава хеморагичних можданих удара   најчешће је узрокована пуцањем, ослабљеним или малформисаним артеријама које се називају артериовенске малформације .
- Хематолошки поремећаји — попут урођене и стечене коагулопатије, тромбоцитопенија, болести српастих ћелија.[24][25][26][27] Најмање 10% деце са болешћу српастих ћелија доживи мождани удар, јер код ове болести црвена крвна зрнца не могу да преносе кисеоник до мозга. Ризик од крварења је већи код одређених болести као што је хемофилија.
- Крвни угрушци који се формирају у срцу и путују до мозга. Ово може бити узроковано урођеним срчаним проблемима  као што су абнормални залисци или инфекције.
- Тумори мозга — у 5% случајева
- Инфекције мозга — у 21%; случајева ЦНС
- Хипертензија — у 18% случајева,[28]
- Генетички —у 2%,[29]
- Метаболичке, системске болести — у 6% случајева.[30][31]

Етиологија је непозната код 21% деце.

## Клиничка слика
Клиничка слика хеморагијског можданог удар зависи од узраста детета, локализације и величине хеморагије.
Млађа одојчад
Код млађе одојчади симптоми су често неспецифични, а најчешћи су:
- летаргија и конвулзије,
- фокални дефицити ( неколико недеља касније).

Старије одојчад
Код старије одојчади и млађе деце тегобе чешће настају нагло, са:
- изменом стања свести,
- појавом апноичних криза
- хипотонијом,
- погоршањем општег стања,
- иритабилношчћу,
- одбијањем хране,
- вегетативним симптомa сличних сепси.

Старија деца
Клиничка слика код старија деца показују специфичније симптоме:
- главобоља (најчешћи симптом),
- честе промена стања свести и понашања,
- поремећај хода,
- хемипареза и/или фокални знаци,
- мука и повраћање,
- поремећај говора,
- вртоглавица,
- визуелни симптоми,
- конвулзије.

Субарахноидално крварење се испољава узнемиреношћу и напетом фонтанелом код одојчади, а код старије деце појавом нагле главобоље, менингизма, бола у врату и фотофобије.

## Дијагноза
Како не постоји одговарајући алгоритам за дијагнозу спонтаног хеморагијског можданог удара код деце, дијагноза се може поставити сликовним и лабораторијским методама.
Сликовне методе,
- Компјутеризована томографија (КТ) — која је метода избора, јер диференцира хеморагијски и исхемијски мождани удар.
- Магнетска резонанција (МР) — која прецизно дијагностикује хеморагију, али је теже доступна и захтева искусан неурорадиолошки тим.[27][39]
- Класична церебрална ангиографија (ЦА) — која пружа најпрецизнију визуелизацију терцијарних и малих церебралних артерија, а примењује се и за ендоваскуларну терапију. Метода је супериорна у односу на МР/КТ ангиографију. Како је метода инвазивна, примењује се код суспектних или негативних налаза МР ангиографије, или када се не зна узрок можданог удара.

Лабораторијске методе
Како и за лабораторијска испитивања хеморагијског можданог удара код деце, не постоји одговарајући клинички водич, раде се:
- основне анализа,
- одређује коагулациони статус,
- додатне анализе (метаболичке, инфламаторне и реуматолошке болести) кој се раде индивидуално.[40]

## Терапија
Три основна циља терапије хеморагијског можданог удара код деце су:
- стабилизација општег стања пацијента,
- смањење ризика за поновно крвављење и
- терапија хематома (евакуација хематома).[41][42][43]

Специфична терапија
Како се хипонатремија јавља код 10-30% пацијената, треба у терапији избегавати примену хипотоних раствора, и обавезно је кориговати у складу се хипонатремијом.
Иако је појава вазоспазма ретка у дечјем узрасту (јавља се од 3-10 дана од почетка крвављења), она може да доведе до исхемичког инфаркта и неуролошког погоршања, тако да се код умерених/тешких субарахноидалних крварења профилатички може применити нимодипин.

## Превенција
Према начину спровођења превенција хеморагијског можданог удара може бити примарна (односи се на лечење особа које немају мождани удар) и секундарна превенција можданог удара (односи се на лечење особа које су већ имале мождани или мождани исхемијски напад).
Примарна превенција можданог удара
Мере смањења ризика у примарној превенцији можданог удара могу укључивати употребу антихипертензивних лекова, антикоагуланса, тромбоцитних антиагреганата, инхибитора 3-хидрокси-3-метилглутарила коензима А (ХМГ-ЦоА) редуктазе (статина), губитак тежине, и вежбање.
Секундарна превенција можданог удара
Секундарна превенција може се спроводити ови редоследом:
- Антиагрегренси (аспирин, клопидогрел, дипиридамол са продуженим ослобађањем, тиклопидин) и антикоагуланти (апиксабан, дабигатран, едоксабан, ривароксабан, варфарин)
- Лекови за снижавање крвног притиска,[54]
- Престанак пушења цигарета,[55][56][57]
- Примена лекова за снижавање холестерола,
- Реваскуларизација каротида
- Дијета са мало масти
- Редукција телесне тежине,
- Редовно вежбање.

## Прогноза
Свако дете се другачије опоравља од можданог удара. Правовремени медицински третман и рехабилитациона терапија могу максимизирати опоравак. Генерално, млађа деца опорављају више способности за разлуку од старијих особа.
Морбидитет и морталитет
- Минималне секвеле имају добру прогнозу код 38% оболеле деце.
- Умерене и тешке секвеле имају добру прогнозу код 29% оболеле деце
- Тешка и/или поновна крвављења и основна болест имају смртни исход код 33% оболеле деце.[59]

Прогностички фактори
- Најзначајнији прогностички фактори су локализација, величина хематома и етиологија.
- Крвављења у можданом стаблу и хематоми већи од 2-4% можданог волумена имају лошију прогнозу.
- Остали неповољни фактори су Глазгов кома скор ≤ 7, анеуризма, узраст < 3 године и основна болест.

Кумулативни ризик
Кумулативни ризик за понављање крвављења је око 10% годишње.